# Blutengel
Blutengel (em alemão: Anjo de Sangue) é um grupo alemão de música eletrônica formado pelo cantor Chris Pohl, que é também integrante e criador dos Terminal Choice, Tumor, Pain of Progress e Seelenkrank. As suas letras são escritas em duas línguas, inglês e alemão, juntando vocais masculino e feminino.

## História
Após enfrentar problemas legais nosSeelenkrank, a banda voltou com novos integrantes e com um nome redefinido: Blutengel. 
No início as letras eram escritas unicamente em alemão, e mais tarde em inglês. 
Usando os conhecimentos de DJ do próprio Chris, misturaram vozes femininas e masculinas com um poderoso som eletrônico. As suas letras geralmente falam de amor, tragédia, esperança e de todos os desejos do ser humano.
Inicialmente as vocalistas eram Kati Roloff e Nina Bendigkeit. Kati e Nina fizeram dueto nos Blutengel no álbum Child of Glass em 1999. Mesmo tendo o álbum como grande sucesso, demoraram dois anos para conseguir gravar outro disco, o Seelenschmerz.
No ano de 2000, Nina saiu da banda e Gini Martin foi encontrada para substitui-la, completando o dueto. "Children of the Night", "Der Spiegel", "Soul of Ice"' entre outras do álbum "Seelenschmerz" obtiveram grande êxito, chegando ao mais alto Top na Alemanha.
No fim de 2001, Kati e Gini saíram do grupo a fim de começar um projeto próprio, Tristesse de la Lune. Kati foi substituída por Constance Rudert e Gini por Eva Pölzing.
Renovados, os Blutengel lançaram o álbum Angel Dust, ficando na 58ª posição do Top 100, graças a músicas como "Angel Of The Night" e "Vampire Romance", que aumentaram sua fama.
O ano de 2004 foi marcado pelo lançamento do álbum Demon Kiss, seguido pelo DVD Live Lines vendido em 2005, no entanto más notícias  aguardavam a banda. No mês de Outubro do mesmo ano Eva Pölzing saiu da formação, para se dedicar aos seus projetos pessoais.
Entrou então Ulrike Goldmann (ex-Say-Y) que substituiu Eva, e que gravou os singles The Oxidising Angel e My Saviour.
Em Setembro de 2007 lançaram mais um álbum, o Labyrinth.
Ulrike Goldmann é a única vocalista que permaneceu na banda, até os dias de hoje (depois da saída da Constance).

## Membros

### Membros Atuais
```
Chris Pohl
 - Voz masculina, programacão e composição das canções
```

- Ulrike Goldmann - Voz feminina, letras

### Antigos Membros
- 1998-1999: Nina Bendigkeit (Também como voz feminina no álbum Seelenkrank)
- 1998-2002: Katie Roloff (Logo após a saída do Blutengel, fez o Tristesse de La Lune com Gini porém também deixou este grupo em 2007.
- 2001-2002: Gini Martin (ainda no Tristesse de La Lune)
- 2002-2005: Eva Pölzing
- 1998-2009: Sonja Semmler
- 2001-2010: Constance Rudert
- 2004-2018: Ulrike Goldman

## Discografia

### Álbuns
- 1999: Child of Glass
- 2001: Seelenschmerz
- 2002: Angel Dust
- 2004: Demon Kiss
- 2005: Live Lines (ao vivo)
- 2005: The Oxidising Angel (EP)
- 2006: My Saviour (EP)'
- 2007: Labyrinth
- 2009: Schwarzes Eis
- 2009: Soultaker (EP)'
- 2011: Tränenherz
- 2011: Nachtbringer
- 2013: Monument
- 2013: Once in a Lifetime
- 2014: Black Symphonies
- 2015: Save Us
- 2015: In alle Ewigkeit (EP)
- 2016: Nemesis - Best Of and Reworked
- 2017: Leitbild
- 2019: Un:Goot
- 2020: Damokles

### Álbuns acústicos
- 2013: Dark & Pure
- 2015: Dark & Pure 2

### DVD's
- 2005: Live Lines
- 2008: Moments of Our Lives
- 2011: Tränenherz Tour
- 2012: Once in a Lifetime live in Berlin
- 2017: A Special Night Out (Live & Acoustic)
- 2017:Live im Wasserschloss Klaffenbach

### Singles
- 2001: Bloody Pleasures
- 2001: Black Roses
- 2002: Vampire Romance
- 2003: Forever
- 2004: Mein Babylon (Stendal Blast & Blutengel)
- 2004: No Eternity
- 2007: Lucifer (Blaze)
- 2007: Lucifer (Purgatory)
- 2011: Reich Mir Die Hand
- 2011: Uber der Horizont
- 2012: Save Our Souls
- 2013: Kinder dieser Stadt
- 2014: Asche zu Asche
- 2015: Sing
- 2015: Kinder der Sterne ft. Meinhard
- 2016: Complete
- 2017: Unser Weg
- 2017: Lebe deinen Traum

### Tracks exclusivos junto aos Compilados
- Awake the Machines Vol. 2 – Love
- Machineries of Joy – Fairyland (Female Version)
- Machineries of Joy Vol. 3 – Falling
- Awake the Machines Vol. 5 – Go to Hell? (Forever Lost Remix)
- Advanced Electronics – Black Roses (Remix)
- Fear Section Vol. 1 – Weg zu mir (Shicksals-Version 2002)
- Sonic Seducer M'Era Luna Sampler 2003 – Black Wedding (Exclusive Remix by ASP)
- Sonic Seducer – Cold Hands Vol. 24 – Iron Heart (Plastic Noise Experience Remix)
- ZilloScope 3/2004 – Love Killer (Zillo Version)
- Mystic Sounds Volume 10 – I'm Dying Alone